# Alpinia (roślina)
Alpinia (Alpinia Roxb.) – rodzaj bylin z rodziny imbirowatych (Zingiberaceae). Liczy ok. 230 gatunków występujących w tropikalnej i subtropikalnej Azji, Australii oraz na wyspach Oceanii. Niektóre gatunki uprawiane są jako rośliny ozdobne, młode pędy innych spożywane są jako warzywo, w aromatyczne liście zawija się gotowany ryż. Ważną rośliną leczniczą, zwłaszcza w wiekach minionych była alpinia lekarska.

## Morfologia

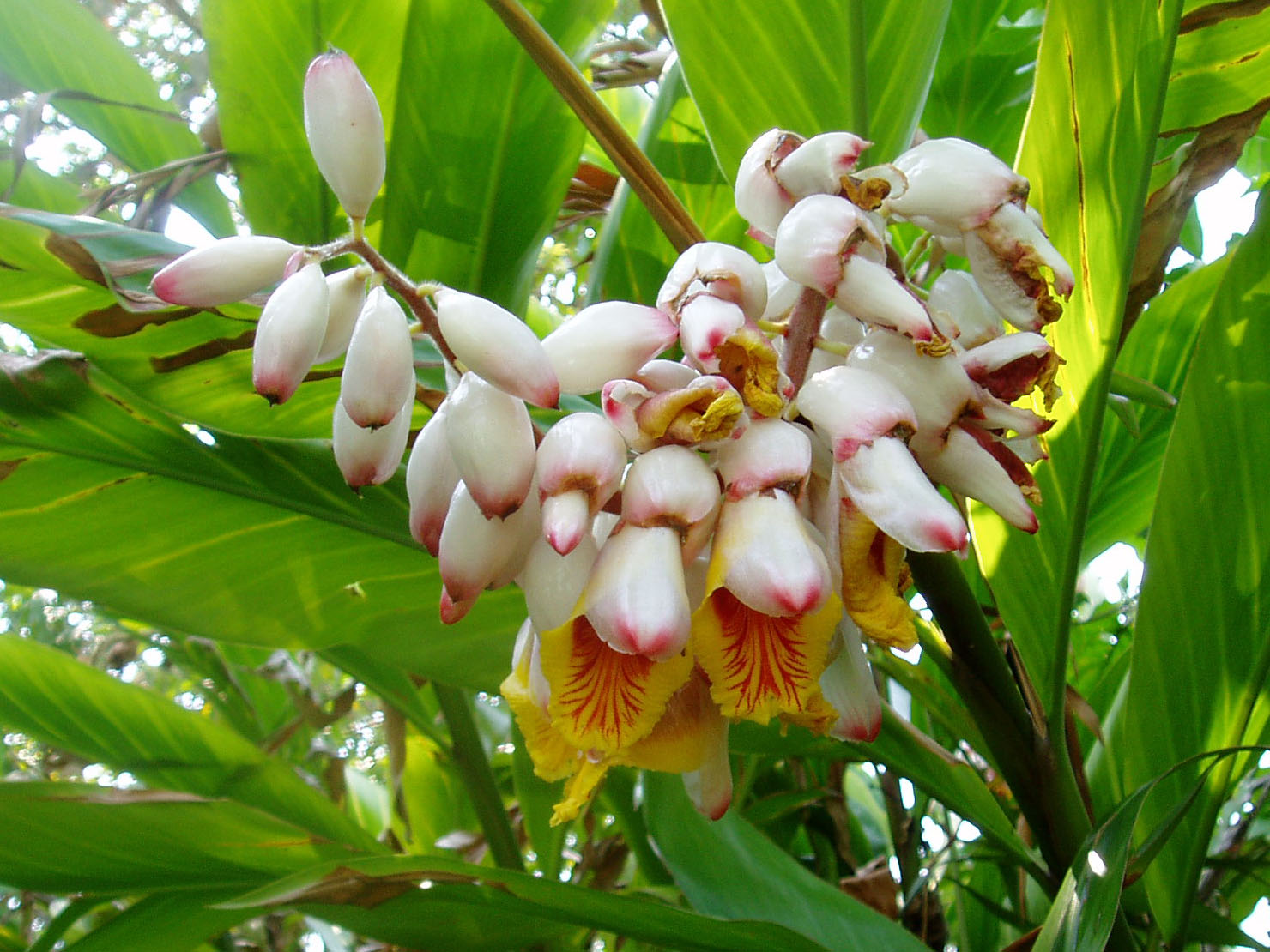
Kwiatostan alipinii zwyczajnej

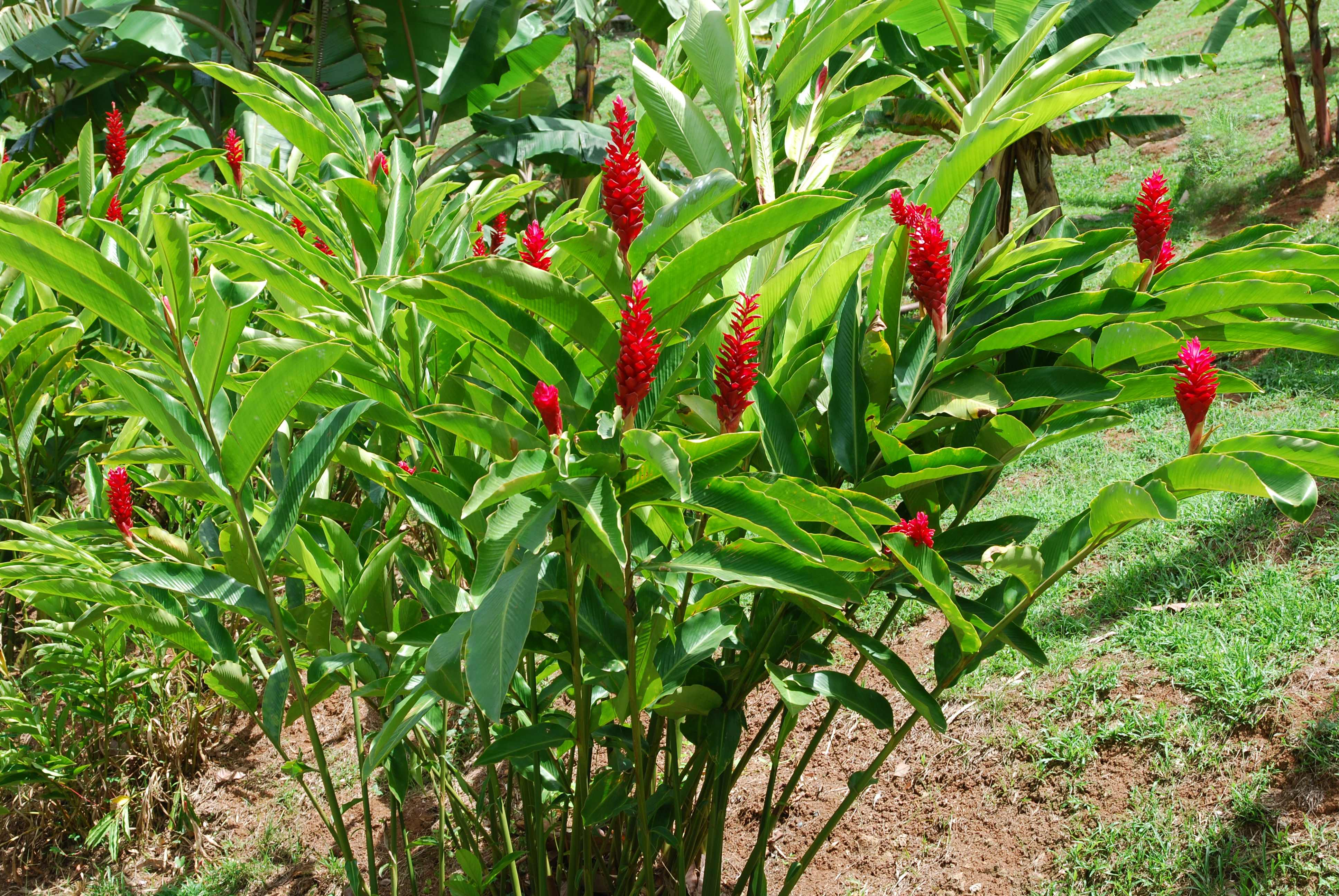
Alpinia purpurowa

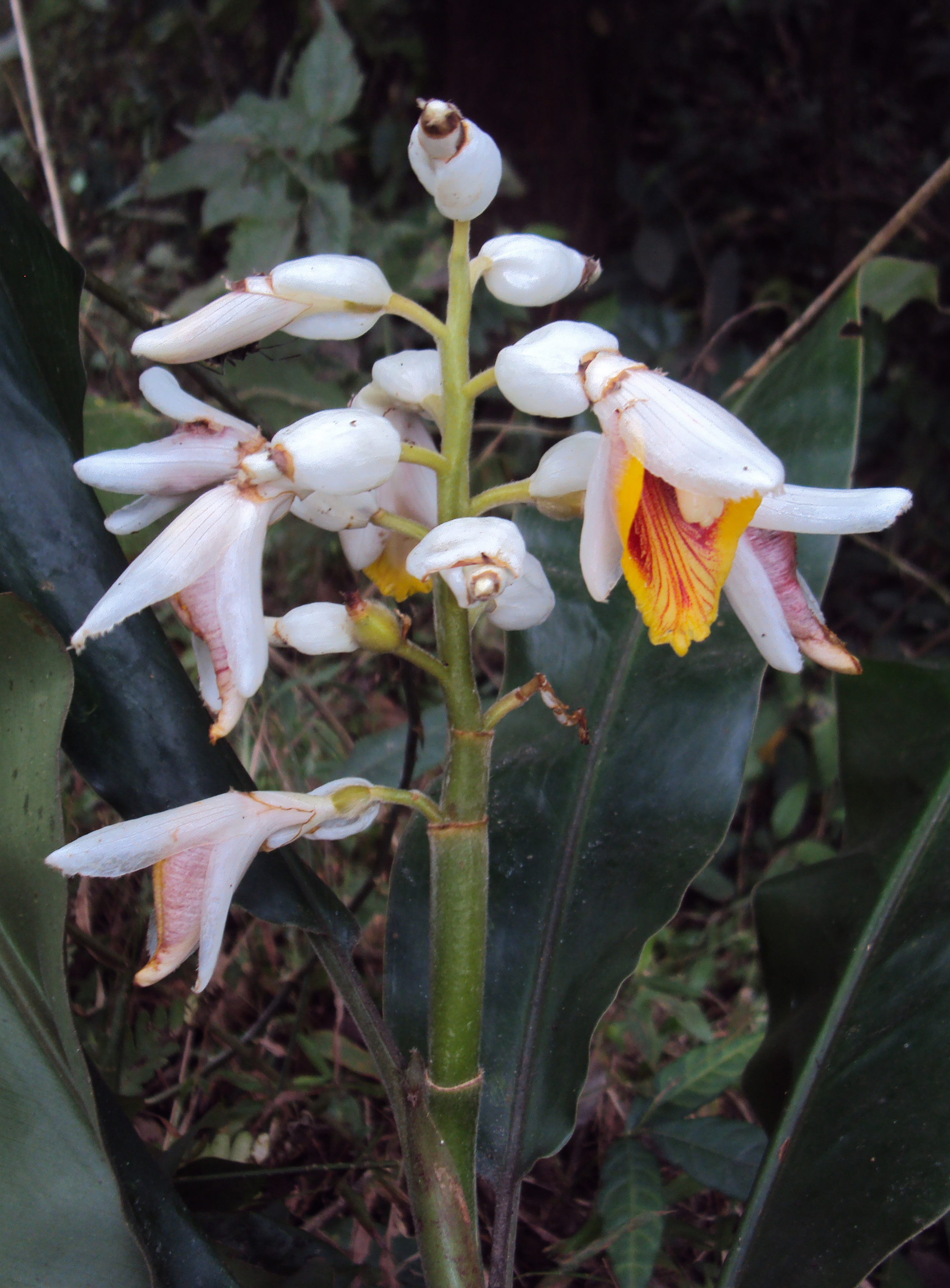
Alpinia malaccensis

PokrójRośliny zielne z grubym, pełzającym kłączem. Z kłącza wyrastają z reguły liczne nibyłodygi tworzone z pochew liściowych. Liście zwykle liczne o blaszce owalnej lub lancetowatej.
KwiatyDuże, zebrane w kwiatostan szczytowy (wiechę, grono lub kłos), luźny lub gęsty. Rozwijający się kwiatostan okryty jest 1-3 pochwiastymi podsadkami. Przysadki wspierające poszczególne kwiaty są także zwykle obecne, bywają płasko rozpostarte, ale też rurkowato zwinięte, czasem kapturkowato osłaniają kwiat. Kielich zielonkawy, zrosły w rurkę lub dzwonkowaty, czasem jest rozcięty z jednej strony. Korona składa się z trzech listków tworzących krótką rurkę, środkowy listek jest kapturkowaty i zwykle większy od bocznych. Z sześciu pręcików funkcjonuje tylko jeden, dwa inne pręciki wewnętrznego okółka wykształcają się płatkowato i są zrośnięte w zwykle okazałą warżkę (labellum), nierzadko większą od płatków korony, a czasem niepozorną. Boczne pręciki zredukowane do prątniczków lub brak ich zupełnie. Słupek jeden, dolny z trójkomorową zalążnią i zwykle okazałym znamieniem.
OwocKulista zazwyczaj torebka sucha lub mięsista, zawiera liczne nasiona z osnówką.

## Systematyka
Pozycja i podział według APWeb (aktualizowany system APG III z 2009)
Rodzaj należący do podrodziny Alpinioideae Link, rodziny imbirowatych (Zingiberaceae) będącej kladem siostrzanym rodziny kostowcowatych Costaceae. Wraz z nią należy do rzędu imbirowców (Zingiberales) należącego do jednoliściennych (monocots) w obrębie roślin okrytonasiennych.
Wykaz gatunków
| - Alpinia abundiflora Burtt & R.M.Sm. - Alpinia acuminata R.M.Sm. - Alpinia aenea B.L.Burtt & R.M.Sm. - Alpinia albipurpurea (P.Royen) R.M.Sm. - Alpinia alpina (Elmer) R.M.Sm. ex M.F.Newman, Lhuillier & A.D.Poulsen - Alpinia amentacea R.M.Sm. - Alpinia apoensis Elmer - Alpinia aquatica (Retz.) Roscoe - Alpinia arctiflora (F.Muell.) Benth. - Alpinia arfakensis K.Schum. - Alpinia argentea (B.L.Burtt & R.M.Sm.) R.M.Sm. - Alpinia arundelliana (F.M.Bailey) K.Schum. - Alpinia assimilis Ridl. - Alpinia athroantha Valeton - Alpinia bambusifolia C.F.Liang & D.Fang - Alpinia beamanii R.M.Sm. - Alpinia biakensis R.M.Sm. - Alpinia bilamellata Makino - Alpinia bodenii R.M.Sm. - Alpinia boia Seem. - Alpinia boninsimensis Makino - Alpinia borraginoides K.Schum. - Alpinia brachyantha Merr. - Alpinia brevilabris C.Presl - Alpinia breviligulata (Gagnep.) Gagnep. - Alpinia brevis T.L.Wu & S.J.Chen - Alpinia caerulea (R.Br.) Benth. - Alpinia calcarata (Haw.) Roscoe - Alpinia calcicola Q.B.Nguyen & M.F.Newman - Alpinia calycodes K.Schum. - Alpinia capitellata Jack - Alpinia carinata Valeton - Alpinia carolinensis Koidz. - Alpinia celebica K.Schum. - Alpinia chaunocolea K.Schum. - Alpinia chinensis (Retz.) Roscoe - Alpinia chrysogynia (K.Schum.) K.Schum. - Alpinia chrysorachis K.Schum. - Alpinia coeruleoviridis K.Schum. - Alpinia conchigera Griff. - Alpinia condensata Valeton - Alpinia conferta B.L.Burtt & R.M.Sm. - Alpinia congesta Elmer - Alpinia conghuaensis J.P.Liao & T.L.Wu - Alpinia conglomerata R.M.Sm. - Alpinia copelandii Ridl. - Alpinia coriacea T.L.Wu & S.J.Chen - Alpinia coriandriodora D.Fang - Alpinia corneri (Holttum) R.M.Sm. - Alpinia cumingii K.Schum. - Alpinia cylindrocephala K.Schum. - Alpinia dasystachys Valeton - Alpinia dekockii Valeton - Alpinia densibracteata T.L.Wu & S.J.Chen - Alpinia densiflora K.Schum. - Alpinia denticulata (Ridl.) Holttum - Alpinia diffissa Roscoe - Alpinia divaricata Valeton - Alpinia diversifolia (Elmer) Elmer - Alpinia domatifera Valeton - Alpinia dyeri K.Schum. - Alpinia elegans (C.Presl) K.Schum. - Alpinia elmeri R.M.Sm. - Alpinia emaculata S.Q.Tong - Alpinia eremochlamys K.Schum. - Alpinia euastra K.Schum. - Alpinia eubractea K.Schum. - Alpinia fax B.L.Burtt & R.M.Sm. - Alpinia flabellata Ridl. - Alpinia flagellaris (Ridl.) Loes. - Alpinia formosana K.Schum. - Alpinia foxworthyi Ridl. - Alpinia fusiformis R.M.Sm. - Alpinia gagnepainii K.Schum. - Alpinia galanga (L.) Willd. – alpinia galgant - Alpinia gigantea Blume - Alpinia gigantifolia (Elmer) R.M.Sm. - Alpinia glabra Ridl. - Alpinia glabrescens Ridl. - Alpinia glacicaerulea R.M.Sm. - Alpinia globosa (Lour.) Horan. - Alpinia gracillima Valeton - Alpinia graminea Ridl. - Alpinia graminifolia D.Fang & G.Y.Lo - Alpinia guinanensis D.Fang & X.X.Chen - Alpinia haenkei C.Presl - Alpinia hagena R.M.Sm. - Alpinia hainanensis K.Schum. - Alpinia hansenii R.M.Sm. - Alpinia havilandii K.Schum. - Alpinia hibinoi Masam. - Alpinia himantoglossa Ridl. - Alpinia hirsuta (Lour.) Horan. - Alpinia horneana K.Schum. - Alpinia hulstijnii Valeton - Alpinia hylandii R.M.Sm. - Alpinia illustris Ridl. - Alpinia inaequalis (Ridl.) Loes. - Alpinia intermedia Gagnep. - Alpinia janowskii Valeton - Alpinia japonica (Thunb.) Miq. - Alpinia javanica Blume - Alpinia jianganfeng T.L.Wu - Alpinia jingxiensis D.Fang - Alpinia juliformis (Ridl.) R.M.Sm. - Alpinia kawakamii Hayata - Alpinia kiungensis R.M.Sm. - Alpinia klossii (Ridl.) R.M.Sm. - Alpinia kusshakuensis Hayata - Alpinia kwangsiensis T.L.Wu & S.J.Chen - Alpinia latilabris Ridl. - Alpinia lauterbachii Valeton - Alpinia laxisecunda B.L.Burtt & R.M.Sm. - Alpinia leptostachya Valeton - Alpinia ligulata K.Schum. - Alpinia ludwigiana R.M.Sm. - Alpinia maclurei Merr. - Alpinia macrocephala K.Schum. - Alpinia macroscaphis K.Schum. - Alpinia macrostaminodia Chaveer. & Sudmoon | - Alpinia macrostephana (Baker) Ridl. - Alpinia macroura K.Schum. - Alpinia malaccensis (Burm.f.) Roscoe - Alpinia manii Baker - Alpinia manostachys Valeton - Alpinia martinii R.M.Sm. - Alpinia maxii R.M.Sm. - Alpinia melichroa K.Schum. - Alpinia menghaiensis S.Q.Tong & Y.M.Xia - Alpinia mesanthera Hayata - Alpinia microlophon Ridl. - Alpinia modesta F.Muell. ex K.Schum. - Alpinia mollis C.Presl - Alpinia mollissima Ridl. - Alpinia monopleura K.Schum. - Alpinia multispica (Ridl.) Loes. - Alpinia murdochii Ridl. - Alpinia musifolia Ridl. - Alpinia mutica Roxb. - Alpinia myriocratera K.Schum. - Alpinia nantoensis F.Y.Lu & Y.W.Kuo - Alpinia napoensis H.Dong & G.J.Xu - Alpinia nidus-vespae A.Raynal & J.Raynal - Alpinia nieuwenhuizii Valeton - Alpinia nigra (Gaertn.) Burtt - Alpinia novae-hiberniae B.L.Burtt & R.M.Sm. - Alpinia novae-pommeraniae K.Schum. - Alpinia nutans (L.) Roscoe - Alpinia oblonga (Merr.) Loes. - Alpinia oblongifolia Hayata - Alpinia oceanica Burkill - Alpinia odontonema K.Schum. - Alpinia officinarum Hance – alpinia lekarska - Alpinia oligantha Valeton - Alpinia orthostachys K.Schum. - Alpinia ovata Z.L.Zhao & L.S.Xu - Alpinia ovoidocarpa H.Dong & G.J.Xu - Alpinia oxymitra K.Schum. - Alpinia oxyphylla Miq. - Alpinia padacanca Valeton ex K.Heyne - Alpinia pahangensis Ridl. - Alpinia papuana Scheff. - Alpinia paradoxa (Ridl.) Loes. - Alpinia parksii (Gillespie) A.C.Sm. - Alpinia penduliflora Ridl. - Alpinia penicillata Roscoe - Alpinia petiolata Baker - Alpinia pinetorum (Ridl.) Loes. - Alpinia pinnanensis T.L.Wu & S.J.Chen - Alpinia platychilus K.Schum. - Alpinia platylopha (Ridl.) Loes. - Alpinia polyantha D.Fang - Alpinia porphyrea R.M.Sm. - Alpinia porphyrocarpa Ridl. - Alpinia pricei Hayata - Alpinia psilogyna D.Fang - Alpinia ptychanthera K.Schum. - Alpinia pubiflora (Benth.) K.Schum. - Alpinia pulchella (K.Schum.) K.Schum. - Alpinia pulcherrima Ridl. - Alpinia pulchra (Warb.) K.Schum. - Alpinia pumila Hook.f. - Alpinia purpurata (Vieill.) K.Schum. – alpinia purpurowa - Alpinia rafflesiana Wall. ex Baker - Alpinia regia K.Heyne ex R.M.Sm. - Alpinia rigida Ridl. - Alpinia romblonensis Elmer - Alpinia romburghiana Valeton - Alpinia rosacea Valeton - Alpinia rosea Elmer - Alpinia roxburghii Sweet - Alpinia rubricaulis K.Schum. - Alpinia rubromaculata S.Q.Tong - Alpinia rufa (C.Presl) Náves - Alpinia rufescens (Thwaites) K.Schum. - Alpinia salomonensis B.L.Burtt & R.M.Sm. - Alpinia samoensis Reinecke - Alpinia sandsii R.M.Sm. - Alpinia scabra (Blume) Náves - Alpinia schultzei Lauterb. ex Valeton - Alpinia seimundii Ridl. - Alpinia sericiflora K.Schum. - Alpinia sessiliflora Kitam. - Alpinia shimadae Hayata - Alpinia siamensis K.Schum. - Alpinia sibuyanensis Elmer - Alpinia singuliflora R.M.Sm. - Alpinia smithiae M.Sabu & Mangaly - Alpinia stachyodes Hance - Alpinia stenobracteolata R.M.Sm. - Alpinia stenostachys K.Schum. - Alpinia strobilacea K.Schum. - Alpinia strobiliformis T.L.Wu & S.J.Chen - Alpinia subfusicarpa Elmer - Alpinia submutica K.Schum. - Alpinia subspicata Valeton - Alpinia subverticillata Valeton - Alpinia superba (Ridl.) Loes. - Alpinia suriana C.K.Lim - Alpinia tamacuensis R.M.Sm. - Alpinia tonkinensis Gagnep. - Alpinia tonrokuensis Hayata - Alpinia trachyascus K.Schum. - Alpinia tristachya (Ridl.) Loes. - Alpinia unilateralis B.L.Burtt & R.M.Sm. - Alpinia uraiensis Hayata - Alpinia valetoniana Loes. - Alpinia vanoverberghii Merr. - Alpinia velutina Ridl. - Alpinia velveta R.M.Sm. - Alpinia versicolor K.Schum. - Alpinia vitellina (Lindl.) Ridl. - Alpinia vitiensis Seem. - Alpinia vittata W.Bull - Alpinia vulcanica Elmer - Alpinia warburgii K.Schum. - Alpinia wenzelii Merr. - Alpinia werneri Lauterb. ex Valeton - Alpinia womersleyi R.M.Sm. - Alpinia zerumbet (Pers.) B.L.Burtt & R.M.Sm. – alpinia zwyczajna |